# Antonina Uccello

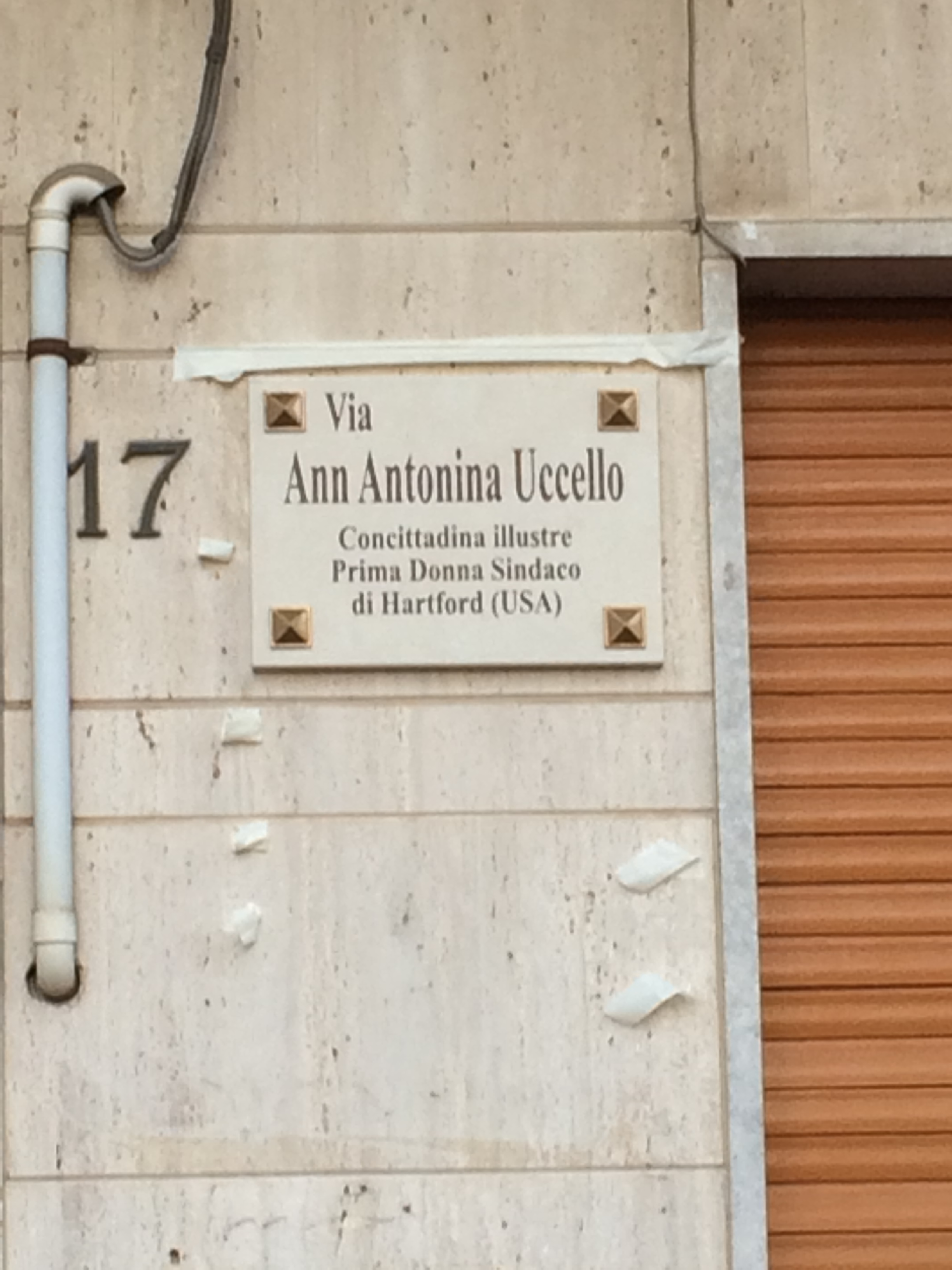
Placa de la calle dedicada a Ann Uccello en Canicattini Bagni, Italia.

Antonina Paola Uccello (Hartford, Connecticut, 19 de mayo de 1922 - Hartford, 14 de marzo de 2023) fue una política estadounidense que fue alcaldesa de Hartford, Connecticut (1967-1971).

## Biografía
Uccello nació en Hartford, Connecticut, el 19 de mayo de 1922, de padres emigrantes de Sicilia.
Cuando fue elegida alcaldesa de Hartford en 1967, se convirtió también en la primera mujer alcaldesa de Connecticut.
En ese momento, Uccello era ejecutiva en los grandes almacenes G. Fox & Co. de Hartford. Se acercó a su jefe en 1963 y le dijo que le gustaría postularse para el concejo municipal de Hartford. Como el consejo se reunía los lunes, día que la tienda por departamentos estaba cerrada, su jefe le dio permiso para correr. Sirvió dos mandatos en el consejo antes de ser elegida alcaldesa en 1967. Se postuló como republicana en una ciudad mayoritariamente demócrata y sigue siendo la última alcaldesa republicana de la ciudad hasta la fecha. Fue reelegida como alcaldesa en 1969, y posteriormente el presidente Richard Nixon le pidió que fuera a Washington para trabajar en el Departamento de Transporte de Estados Unidos, donde trabajó posteriormente durante las sucesivas administraciones de los presidentes Gerald Ford y Jimmy Carter.
Uccello cumplió 100 años en mayo de 2022, y falleció el 12 de marzo de 2023 por causas naturales.

## Honores
Uccello fue incluida en el Salón de la Fama de Mujeres de Connecticut en 1999. Ann Street en Hartford pasó a llamarse en su honor en septiembre de 2008. Otra calle, en Canicattini Bagni, Italia, recibió su nombre en julio de 2016.